# Isabella d'Orléans-Braganza
Isabella d'Orléans-Braganza (Isabel Maria Amélia Luísa Vitória Teresa Joana Miguela Gabriela Rafaela Gonzaga de Orléans e Bragança e Dobrzensky de Dobrzenicz; Eu, 13 agosto 1911 – Parigi, 5 luglio 2003) è stata la consorte di Enrico, conte di Parigi.

## Biografia

### Infanzia
Isabella era la figlia maggiore di Pietro d'Orléans-Braganza, principe di Grão Para, e di sua moglie la contessa Elisabetta Dobrzensky de Dobrzenicz. Venne scelto per lei lo stesso nome di sua nonna materna. 
I suoi nonni paterni furono Luigi Ferdinando Filippo Maria Gastone, Conte d'Eu e Isabella, principessa imperiale del Brasile. Gastone era figlio maggiore di Carlo Luigi Filippo Raffaello, duca di Nemours, e della principessa Vittoria di Sassonia-Coburgo-Gotha, duchessa in Sassonia. Isabella era stata la figlia maggiore di Pietro II del Brasile e di Teresa Cristina di Borbone-Due Sicilie.
Quando suo nonno Pietro II del Brasile morì, nel 1891, suo padre Pietro divenne per i monarchici Principe Imperiale del Brasile. Tuttavia, nel 1908, il principe Pietro voleva sposare una donna non sufficientemente nobile, violando così le leggi dinastiche della sua casa. Pietro, pertanto, per sposarla dovette rinunciare ai propri diritti di successione ed al titolo di erede al trono. Comunque, lui ed i suoi discendenti hanno continuato ad utilizzare il titolo di famiglia di Principi d'Orléans-Braganza.
Per coloro che negano la validità della rinuncia di Pietro ai suoi diritti nel 1908, Isabella d'Orléans-Braganza è stata Principessa del Brasile con il titolo imperiale ed il trattamento di altezza reale.
Dopo la morte dei suoi nonni materni, i genitori di Isabella si trasferirono dal Pavillon des Ministres, trascorrendo mesi invernali in una casa a Boulogne-sur-Seine. Nel 1924, il cugino di suo padre, il principe Adam Kazimierz Czartoryski, messo a disposizione degli appartamenti nel sontuoso Hôtel Lambert, dove Isabella e i suoi fratelli hanno intrapreso gli studi. La famiglia viaggiò molto, comunque. Gran parte della prima giovinezza di Isabella fu spesa per le visite ai suoi parenti materni, nella loro grande tenuta a Chotěboř, in Cecoslovacchia, ad Attersee, in Austria, e a Gołuchów, in Polonia. Con suo padre, Isabella visitò Napoli, Costantinopoli, Rodi, Smirne, Libano, Siria, Il Cairo, Palestina e Gerusalemme.
Nel 1920 il Brasile ha revocato la legge di esilio contro l'ex famiglia imperiale e li ha invitati a portare a casa le spoglie di Pietro II, anche se il nonno di Isabella, il Conte d'Eu, è morto in mare durante il viaggio. Ma dopo le visite annuali nel decennio successivo, i suoi genitori decisero di riportare la loro famiglia a Petrópolis in modo permanente e la famiglia si stabilì nel vecchio palazzo imperiale di Grão Pará. Fino ad allora, Isabella fu istruita privatamente da una serie di governanti e tutori.

### Matrimonio

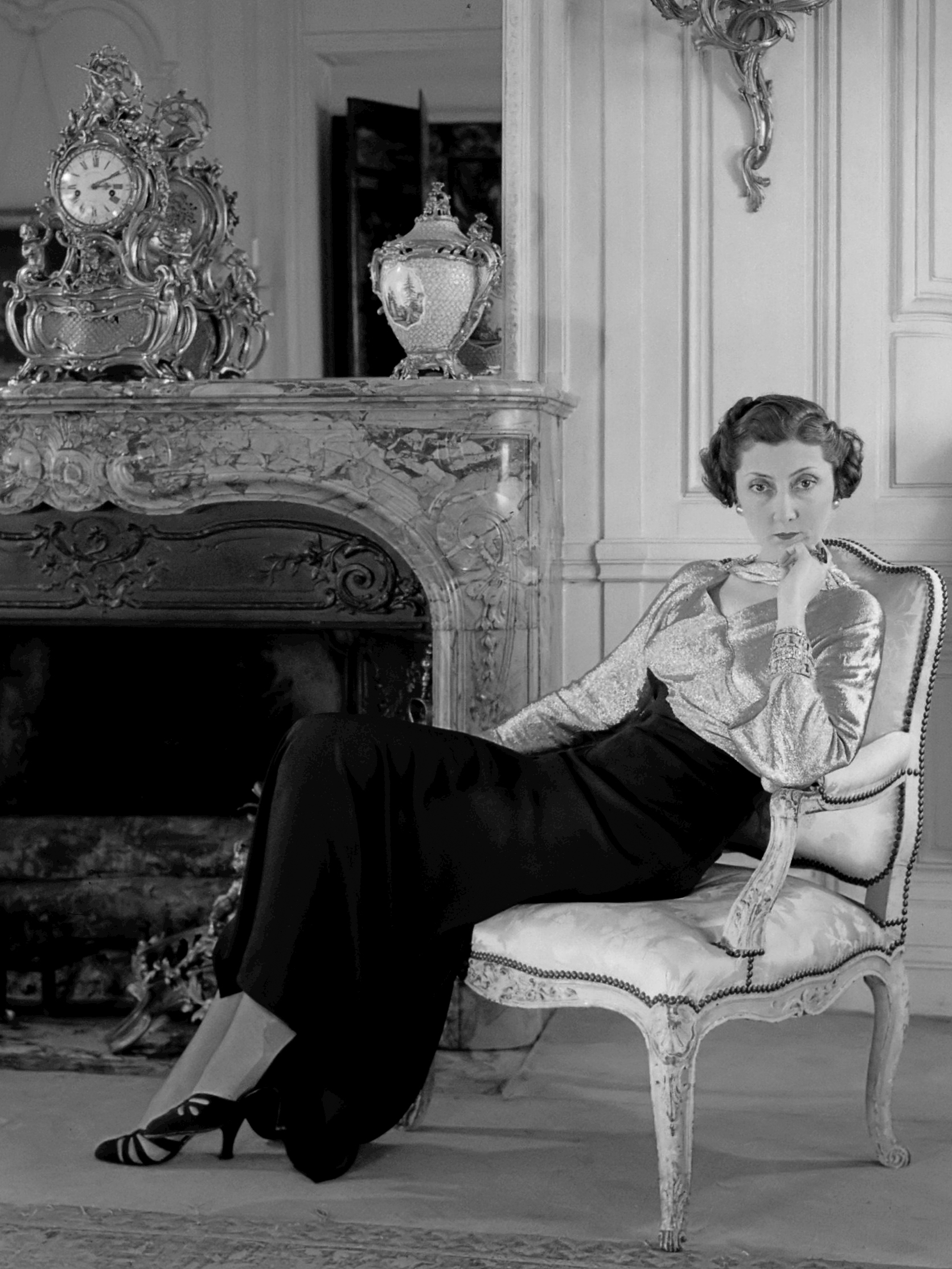
Isabella, contessa di Parigi nel 1936

Isabella era imparentata con entrambi i genitori del suo futuro marito. Nel 1920 incontrò per la prima volta il giovane principe Enrico, conte di Parigi. Nell'estate del 1923 fu ospite a casa dei suoi genitori al Castello d'Eu, quando Isabella, di 12 anni, decise che un giorno lo avrebbe sposato. Durante una visita a casa dei suoi genitori, il Manoir d'Anjou, a Bruxelles nella pasqua del 1928, il principe Enrico cominciò a mostrare interesse per Isabella, interesse che si dimostrò più evidente durante una riunione di famiglia nel luglio del 1929. 
Enrico si propose il 10 agosto 1930 mentre partecipava a una battuta di caccia nella tenuta di Chotěboř. La coppia mantenne il loro fidanzamento segreto fino ad una riunione di famiglia ad Attersee nell'estate successiva, ma furono obbligati dal Duca di Guisa ad aspettare fino a quando Enrico non avesse finito i suoi studi all'Università di Louvain. Il fidanzamento fu annunciato ufficialmente il 28 dicembre 1930.
L'8 aprile 1931 nella cattedrale di Palermo, Isabella ed Enrico si sposarono. Il matrimonio si svolse in Sicilia, poiché la legge dell'esilio contro gli eredi delle precedenti dinastie francesi non era stata ancora abrogata. Le due famiglie selezionarono Palermo perché la famiglia di Isabella possedeva un palazzo lì, che era stata la sede di tre precedenti matrimoni reali.
Il matrimonio diede luogo a numerose dimostrazioni monarchiche e la strada che conduceva alla cattedrale era fiancheggiata da centinaia di visitatori provenienti dalla Francia che consideravano Enrico come il legittimo erede al trono francese. Fu accolto da grida come "Vive le roi, Vive la France" insieme ad altre grida e canzoni monarchiche. A questi sostenitori si unirono membri delle famiglie degli sposi e rappresentanti di altre dinastie reali. Divenne un pretendente al trono di Francia dal 1940 in poi.
Partecipò molto attivamente ai viaggi nelle province dopo all'abrogazione della fine sull'esilio del 1950. A partire dagli anni 1970, la Contessa visse tra il vasto appartamento parigino, di appartenenza alla famiglia Orléans, e il padiglione Montpensier nella parte privata del parco del Castello d'Eu.
Divide il suo tempo tra la sua famiglia, attività sociali e molteplici sollecitazioni, la scrittura e molte associazioni alle sue cure, primo fra tutti l'Associazione degli Amici del Louis-Philippe Museum Chateau d'Eu, fondato nel 1985 e il premio letterario Hugues-Capet.
Pubblicò le sue memorie nel 1978 e 1981 e le biografie storiche come Blanche de Castille o di Marie-Amélie, reine des Français, così come le opere autobiografiche come Mon bonheur d’être grand-mère (1995) e L'Album de ma vie (2002).

### Morte
Isabella morì il 5 luglio 2003 e fu sepolta nella Cappella Reale di Dreux.

## Discendenza
Isabella ed Enrico, conte di Parigi hanno avuto undici figli:
- Isabella d'Orléans (1932), sposata nel 1964 con Federico Carlo, conte di Schönborn-Buchheim - con discendenza.
- Enrico VII d'Orléans (1933-2018), Conte di Clermont, poi Conte di Parigi e Duca di Francia, pretendente al trono di Francia, sposato con Maria Teresa di Württemberg, duchessa di Montpensier (divorziati) - con discendenza.
- Elena d'Orléans (1934), sposata il conte Eberardo di Limburg-Stirum - con discendenza.
- Francesco d'Orléans (1935-1960), Duca d'Orléans - senza discendenza.
- Anna d'Orléans (1938), sposata con Carlo Maria di Borbone-Due Sicilie (1938-2015), duca di Calabria e infante di Spagna - con discendenza.
- Diana d'Orléans (1940), sposata nel 1960 con Carlo Maria di Württemberg (1936-2022), duca di Württemberg - con discendenza.
- Michele d'Orléans (1941), Conte d'Évreux, sposato nel 1967 con Beatrice de Pasquier de Franclieu (divorziati) - con discendenza.
- Giacomo d'Orléans (1941), Duca d'Orléans, sposato nel 1969 con Gersende di Sabran-Pontevès - con discendenza.
- Claudia d'Orléans (1943), sposata nel 1964 con Amedeo di Savoia (1943-2021), Duca d'Aosta, poi Duca di Savoia - con discendenza.
- Chantal d'Orléans (1946), sposata con Francois-Xavier de Sambucy de Sorgue - con discendenza.
- Teobaldo d'Orléans (1948-1983), Conte di la Marche, morto nella Repubblica Centroafricana, sposato nel 1972 con Marion Gordon-d'Orr – con discendenza.

## Ascendenza
|                                              |                                         |                                                | Genitori                                                    |  |  | Nonni |  |  | Bisnonni        |  |  | Trisnonni                |  |
|                                              |                                         |                                                |                                                             |  |  |       |  |  | Luigi d'Orléans |  |  | Luigi Filippo di Francia |  |
|                                              |                                         |                                                |                                                             |  |  |       |  |  | Luigi d'Orléans |  |  | Luigi Filippo di Francia |  |
|                                              |                                         | Maria Amalia di Borbone-Due Sicilie            |                                                             |  |  |       |  |  | Luigi d'Orléans |  |  |                          |  |
| Gastone d'Orléans                            |                                         |                                                |                                                             |  |  |       |  |  | Luigi d'Orléans |  |  |                          |  |
|                                              |                                         | Vittoria di Sassonia-Coburgo-Kohary            | Ferdinando di Sassonia-Coburgo-Kohary                       |  |  |       |  |  |                 |  |  |                          |  |
|                                              |                                         | Vittoria di Sassonia-Coburgo-Kohary            | Ferdinando di Sassonia-Coburgo-Kohary                       |  |  |       |  |  |                 |  |  |                          |  |
|                                              |                                         | Vittoria di Sassonia-Coburgo-Kohary            | Maria Antonia di Koháry                                     |  |  |       |  |  |                 |  |  |                          |  |
| Pietro d'Alcantara d'Orléans-Braganza        |                                         | Vittoria di Sassonia-Coburgo-Kohary            |                                                             |  |  |       |  |  |                 |  |  |                          |  |
|                                              |                                         | Pietro II del Brasile                          | Pietro I del Brasile                                        |  |  |       |  |  |                 |  |  |                          |  |
|                                              |                                         | Pietro II del Brasile                          | Pietro I del Brasile                                        |  |  |       |  |  |                 |  |  |                          |  |
|                                              |                                         | Pietro II del Brasile                          | Maria Leopoldina d'Asburgo-Lorena                           |  |  |       |  |  |                 |  |  |                          |  |
| Isabella del Brasile                         |                                         | Pietro II del Brasile                          |                                                             |  |  |       |  |  |                 |  |  |                          |  |
|                                              |                                         | Teresa Cristina di Borbone-Due Sicilie         | Francesco I delle Due Sicilie                               |  |  |       |  |  |                 |  |  |                          |  |
|                                              |                                         | Teresa Cristina di Borbone-Due Sicilie         | Francesco I delle Due Sicilie                               |  |  |       |  |  |                 |  |  |                          |  |
|                                              |                                         | Teresa Cristina di Borbone-Due Sicilie         | Maria Isabella di Borbone-Spagna                            |  |  |       |  |  |                 |  |  |                          |  |
| Isabella d'Orléans-Braganza                  |                                         | Teresa Cristina di Borbone-Due Sicilie         |                                                             |  |  |       |  |  |                 |  |  |                          |  |
|                                              | Conte Giovanni Dobržensky de Dobrženicz | Conte Giovanni Dobrzensky de Dobrzenicz        |                                                             |  |  |       |  |  |                 |  |  |                          |  |
|                                              | Conte Giovanni Dobržensky de Dobrženicz | Conte Giovanni Dobrzensky de Dobrzenicz        |                                                             |  |  |       |  |  |                 |  |  |                          |  |
|                                              | Conte Giovanni Dobržensky de Dobrženicz | Maria Anna Pergler von Perglas                 |                                                             |  |  |       |  |  |                 |  |  |                          |  |
| Conte Giovanni Dobrzensky de Dobrzenicz      | Conte Giovanni Dobržensky de Dobrženicz |                                                |                                                             |  |  |       |  |  |                 |  |  |                          |  |
|                                              |                                         | Baronessa Maria Federica von Wanczura Rzehnicz | Barone Giuseppe Gioacchino Wanczura von Rzehnicz            |  |  |       |  |  |                 |  |  |                          |  |
|                                              |                                         | Baronessa Maria Federica von Wanczura Rzehnicz | Barone Giuseppe Gioacchino Wanczura von Rzehnicz            |  |  |       |  |  |                 |  |  |                          |  |
|                                              |                                         | Baronessa Maria Federica von Wanczura Rzehnicz | Maria Federica La Motte von Frintropp                       |  |  |       |  |  |                 |  |  |                          |  |
| Elisabetta Dobrzensky de Dobrzenicz          |                                         | Baronessa Maria Federica von Wanczura Rzehnicz |                                                             |  |  |       |  |  |                 |  |  |                          |  |
|                                              |                                         | Conte Giuseppe Kottulinsky von Kottulin        | Conte Giuseppe Giovanni Kottulinsky von Kottulin            |  |  |       |  |  |                 |  |  |                          |  |
|                                              |                                         | Conte Giuseppe Kottulinsky von Kottulin        | Conte Giuseppe Giovanni Kottulinsky von Kottulin            |  |  |       |  |  |                 |  |  |                          |  |
|                                              |                                         | Conte Giuseppe Kottulinsky von Kottulin        | Josefa Katzianer von Katzenstein                            |  |  |       |  |  |                 |  |  |                          |  |
| Contessa Elisabetta Kottulinsky von Kottulin |                                         | Conte Giuseppe Kottulinsky von Kottulin        |                                                             |  |  |       |  |  |                 |  |  |                          |  |
|                                              |                                         | Baronessa Adelheid von Attems-Heiligenkreuz    | Barone Francesco Antonio von Attems-Heiligenkreuz           |  |  |       |  |  |                 |  |  |                          |  |
|                                              |                                         | Baronessa Adelheid von Attems-Heiligenkreuz    | Barone Francesco Antonio von Attems-Heiligenkreuz           |  |  |       |  |  |                 |  |  |                          |  |
|                                              |                                         | Baronessa Adelheid von Attems-Heiligenkreuz    | Contessa Ernestina Khuen di Belasi di Lichtenberg e Gandegg |  |  |       |  |  |                 |  |  |                          |  |
|                                              |                                         | Baronessa Adelheid von Attems-Heiligenkreuz    |                                                             |  |  |       |  |  |                 |  |  |                          |  |